# Gante-Wevelgem 2018
La 80.ª edición de la clásica ciclista Gante-Wevelgem (nombre oficial en inglés: Gent-Wevelgem in Flanders Fields) fue una carrera en Bélgica que se celebró el 25 de marzo de 2018 con inicio en la ciudad de Deinze y final en la ciudad de Wevelgem sobre un recorrido de 250,8 kilómetros.
La carrera formó parte del UCI WorldTour 2018, calendario ciclístico de máximo nivel mundial, siendo la decimoprimera carrera de dicho circuito.
La carrera fue ganada por el corredor eslovaco Peter Sagan del equipo Bora-Hansgrohe, en segundo lugar Elia Viviani (Quick-Step Floors) y en tercer lugar Arnaud Démare (Groupama-FDJ).

## Recorrido
La Gante-Wevelgem dispuso de un recorrido total de 250,8 kilómetros con 10 cotas, igual que la edición anterior, sin embargo, manteniendo su mismo recorrido, esta carrera forma parte del calendario de clásicas de adoquines donde los primeros 140 km no tienen mucha dificultad. Los últimos 100 km concentraron 10 subidas, donde se destacaba los muros del Baneberg y el Kemmelberg, antes de dirigirse a la meta en Wevelgem en un curso completamente plana.
| Número | Nombre                   | Km    |
| ------ | ------------------------ | ----- |
| 1      | Catsberg                 | 137,2 |
| 2      | Vert Mont                | 143   |
| 3      | Côte du Ravel Put        | 145   |
| 4      | Côte de la Blanchisserie | 151   |
| 5      | Baneberg                 | 168   |
| 6      | Kemmelberg               | 176   |
| 7      | Monteberg                | 180   |
| 8      | Plugstreets              | 191   |
| 9      | Baneberg                 | 212   |
| 10     | Kemmelberg               | 216,5 |

## Equipos participantes
Tomaron parte en la carrera 25 equipos: 18 de categoría UCI WorldTeam; y 7 de categoría Profesional Continental. Formando así un pelotón de 175 ciclistas de los que acabaron 149. Los equipos participantes fueron:
| WorldTeams (18)- BMC Racing Team - Bora-Hansgrohe - Lotto Soudal - Quick-Step Floors - AG2R La Mondiale - Astana - Bahrain-Merida - EF Education First-Drapac p/b Cannondale - Groupama-FDJ - Movistar Team - Mitchelton-Scott - Dimension Data - Katusha-Alpecin - Lotto NL-Jumbo - Sky - Team Sunweb - Trek-Segafredo - UAE Team Emirates Equipos continentales profesionales (7)- Sport Vlaanderen-Baloise - Wanty-Groupe Gobert - Vérandas Willems-Crelan - WB-Aqua Protect-Veranclassic - Cofidis, Solutions Crédits - Roompot-Nederlandse Loterij - Vital Concept |
| |

## Clasificaciones finales
- Las clasificaciones finalizaron de la siguiente forma:[5]

### Clasificación general
| \| Clasificación general \| Clasificación general \| Clasificación general \| Clasificación general \| Clasificación general \| \| Ciclista \| Ciclista \| Equipo \| Tiempo \| \| \| --------------------- \| --------------------- \| --------------------------- \| --------------------- \| --------------------- \| \| 1.º \| Peter Sagan \| Bora-Hansgrohe \| 5 h 53 min 37 s \| \| \| 2.º \| Elia Viviani \| Quick-Step Floors \| + 0 s \| \| \| 3.º \| Arnaud Démare \| Groupama-FDJ \| + 0 s \| \| \| 4.º \| Christophe Laporte \| Cofidis, Solutions Crédits \| + 0 s \| \| \| 5.º \| Jens Debusschere \| Lotto-Soudal \| + 0 s \| \| \| 6.º \| Oliver Naesen \| AG2R La Mondiale \| + 0 s \| \| \| 7.º \| Matteo Trentin \| Mitchelton-Scott \| + 0 s \| \| \| 8.º \| Zdeněk Štybar \| Quick-Step Floors \| + 0 s \| \| \| 9.º \| Jasper Stuyven \| Trek-Segafredo \| + 0 s \| \| \| 10.º \| Wout van Aert \| Verandas Willems-Crelan \| + 0 s \| \| \| 11.º \| Sacha Modolo \| EF Education First-Drapac \| + 0 s \| \| \| 12.º \| Jan-Willem van Schip \| Roompot-Nederlandse Loterij \| + 0 s \| \| \| 13.º \| Michael Matthews \| Team Sunweb \| + 0 s \| \| \| 14.º \| Greg Van Avermaet \| BMC Racing Team \| + 0 s \| \| \| 15.º \| Julien Vermote \| Dimension Data \| + 0 s \| \| |                      |                             |                 |
| |                      |                             |                 |
| Fuente: ProCyclingStats |                      |                             |                 |
| Clasificación general |                      |                             |                 |
| Ciclista | Ciclista             | Equipo                      | Tiempo          |
| 1.º | Peter Sagan          | Bora-Hansgrohe              | 5 h 53 min 37 s |
| 2.º | Elia Viviani         | Quick-Step Floors           | + 0 s           |
| 3.º | Arnaud Démare        | Groupama-FDJ                | + 0 s           |
| 4.º | Christophe Laporte   | Cofidis, Solutions Crédits  | + 0 s           |
| 5.º | Jens Debusschere     | Lotto-Soudal                | + 0 s           |
| 6.º | Oliver Naesen        | AG2R La Mondiale            | + 0 s           |
| 7.º | Matteo Trentin       | Mitchelton-Scott            | + 0 s           |
| 8.º | Zdeněk Štybar        | Quick-Step Floors           | + 0 s           |
| 9.º | Jasper Stuyven       | Trek-Segafredo              | + 0 s           |
| 10.º | Wout van Aert        | Verandas Willems-Crelan     | + 0 s           |
| 11.º | Sacha Modolo         | EF Education First-Drapac   | + 0 s           |
| 12.º | Jan-Willem van Schip | Roompot-Nederlandse Loterij | + 0 s           |
| 13.º | Michael Matthews     | Team Sunweb                 | + 0 s           |
| 14.º | Greg Van Avermaet    | BMC Racing Team             | + 0 s           |
| 15.º | Julien Vermote       | Dimension Data              | + 0 s           |

## UCI World Ranking
La Gante-Wevelgem otorga puntos para el UCI WorldTour 2018 y el UCI World Ranking, este último para corredores de los equipos en las categorías UCI WorldTeam, Profesional Continental y Equipos Continentales. Las siguientes tablas muestran el baremo de puntuación y los 10 corredores que obtuvieron más puntos:
| Posición   | 1.º | 2.º | 3.º | 4.º | 5.º | 6.º | 7.º | 8.º | 9.º | 10.º | 11.º | 12.º | 13.º | 14.º | 15.º | 16.º-20.º | 21.º-30.º | 31.º-50.º | 51.º-55.º | 56.º-60.º |
| Puntuación | 500 | 400 | 325 | 275 | 225 | 175 | 150 | 125 | 100 | 85   | 70   | 60   | 50   | 40   | 35   | 30        | 20        | 10        | 5         | 3         |

| Clasificación |                    |                            |        |
| Posición      | Ciclista           | Equipo                     | Puntos |
| ------------- | ------------------ | -------------------------- | ------ |
| 1.º           | Peter Sagan        | Bora-Hansgrohe             | 500    |
| 2.º           | Elia Viviani       | Quick-Step Floors          | 400    |
| 3.º           | Arnaud Démare      | Groupama-FDJ               | 325    |
| 4.º           | Christophe Laporte | Cofidis, Solutions Crédits | 275    |
| 5.º           | Jens Debusschere   | Lotto Soudal               | 225    |
| 6.º           | Oliver Naesen      | Ag2r La Mondiale           | 175    |
| 7.º           | Matteo Trentin     | Mitchelton-Scott           | 150    |
| 8.º           | Zdeněk Štybar      | Quick-Step Floors          | 125    |
| 9.º           | Jasper Stuyven     | Trek-Segafredo             | 100    |
| 10.º          | Wout van Aert      | Vérandas Willems-Crelan    | 85     |